# Hexatoma (Eriocera) tranquilla
Hexatoma (Eriocera) tranquilla is een tweevleugelige uit de familie steltmuggen (Limoniidae). De soort komt voor in het Neotropisch gebied.